# Eckart Köhne

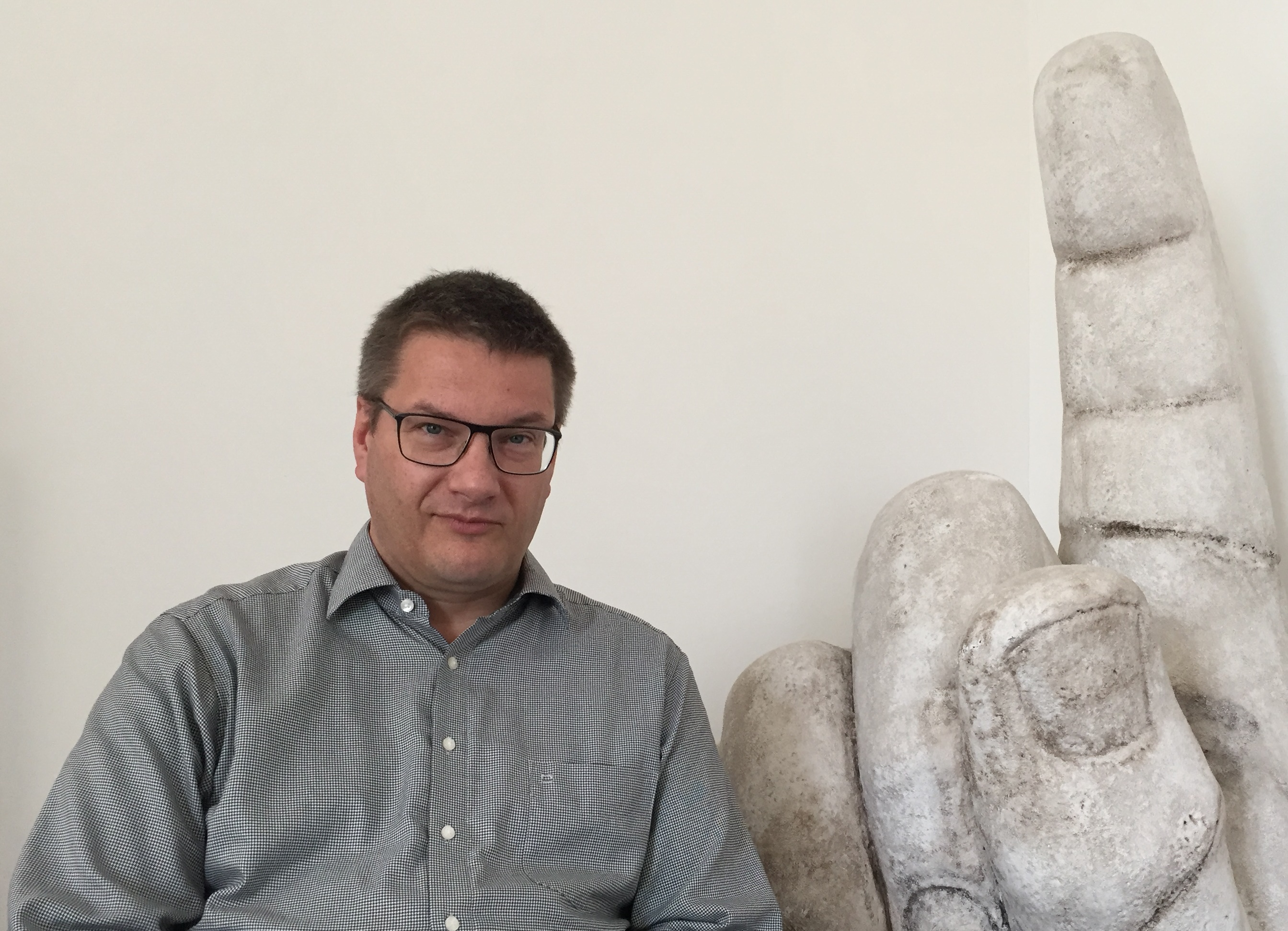
Eckart Köhne (2017)

Eckart Köhne (* 1966 in Karlsruhe) ist ein deutscher Museumsdirektor und Klassischer Archäologe. Er ist seit 2014 Direktor des Badischen Landesmuseums, seit 2025 Direktor der Staatlichen Kunsthalle Baden-Baden und war bis 2022 Präsident des Deutschen Museumsbundes.

## Leben
Nach dem Abitur am Bismarck-Gymnasium in Karlsruhe studierte Eckart Köhne in Bonn und Heidelberg Klassische Archäologie, Alte Geschichte und Christliche Archäologie und wurde 1996 in Heidelberg mit einer Arbeit zur Ikonographie der Dioskuren (Castor und Pollux) promoviert.
1997/98 begann Köhne seine Museumstätigkeit als Volontär am Museum für Kunst und Gewerbe in Hamburg, 1999/2000 war er dort Kurator der Ausstellung Gladiatoren und Cäsaren. 2001 bis 2004 war er beim Museumsverband Rheinland-Pfalz als Referent tätig. 2004 bis 2007 plante und organisierte er die Landesausstellung Konstantin der Große in Trier und übernahm dort im April 2008 die Direktion des Rheinischen Landesmuseums. 2011 wechselte er als Direktor und Geschäftsführer an das Historische Museum der Pfalz in Speyer. Bereits seit 2010 Mitglied des Vorstandes, wurde Eckart Köhne im Mai 2014 als Nachfolger von Volker Rodekamp zum Präsidenten des Deutschen Museumsbundes gewählt. Seit Juli 2014 ist er Direktor des Badischen Landesmuseums im Schloss Karlsruhe.
Er ist mit der ehemaligen Direktorin des Landesmuseum Württemberg in Stuttgart verheiratet, der Klassischen Archäologin Cornelia Ewigleben.

## Auszeichnungen
- 2021: Verdienstorden des Landes Baden-Württemberg[6]

## Publikationen (Auswahl)
- Die Dioskuren in der griechischen Kunst von der Archaik bis zum Ende des 5. Jahrhunderts v. Chr. Verlag Dr. Kovac, Hamburg 1998 (= Dissertation).
- mit Cornelia Ewigleben: Gladiatoren und Caesaren. Die Macht der Unterhaltung im antiken Rom. Zabern, Mainz 2000, ISBN 3-8053-2614-9.